# 阿难陀寺

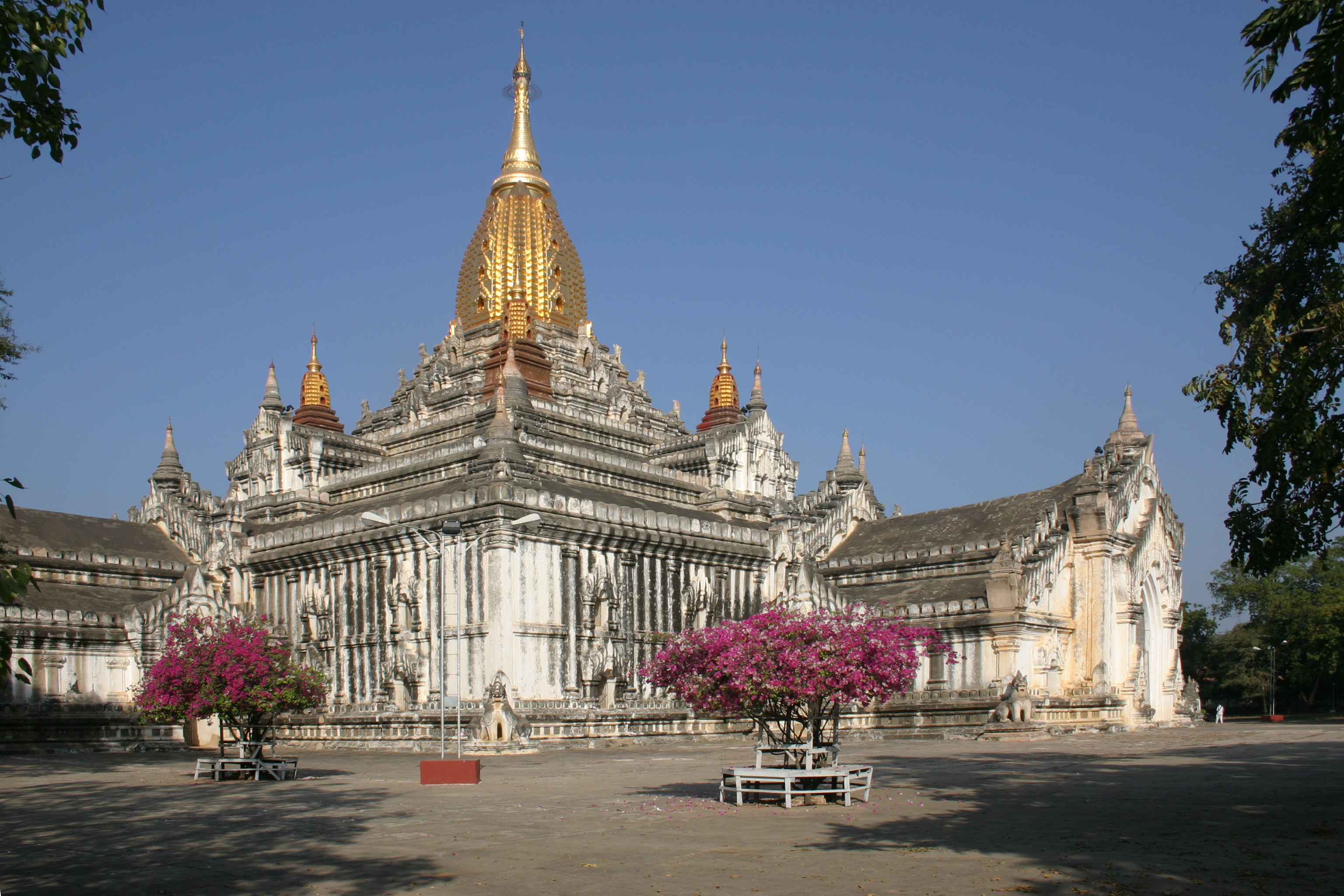
阿难陀寺

阿难陀寺（英文：Ananda Temple），一译阿难达寺，是一座位于缅甸蒲甘的佛教寺庙。由緬甸蒲甘王國國王江喜陀于公元1105年時興建，寺名来源自佛陀释迦牟尼十大弟子中的阿难陀，是蒲甘现存的四座佛教寺庙之一。曾一度毁于1975年的地震，后又重建。

## 圖集

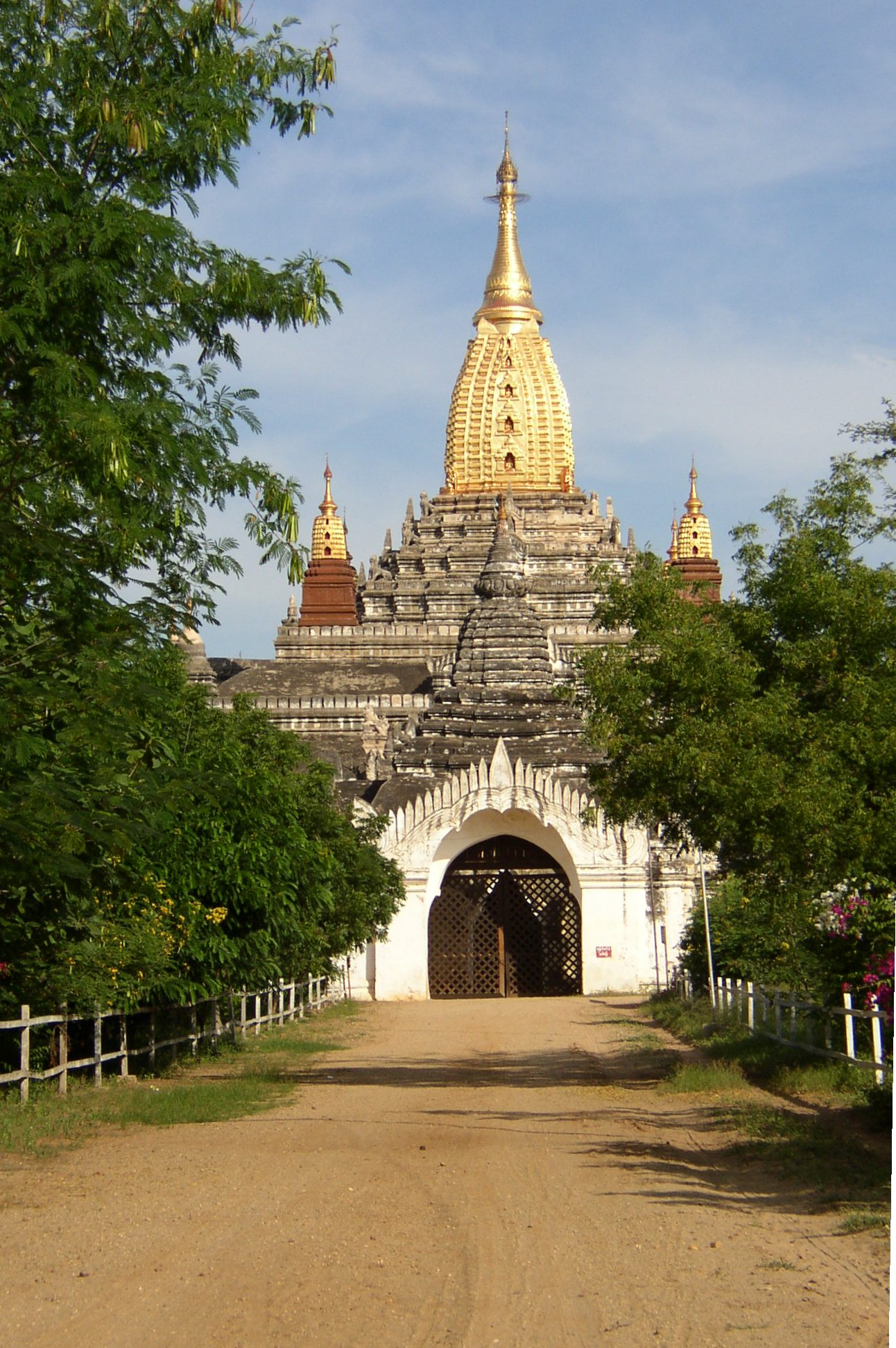
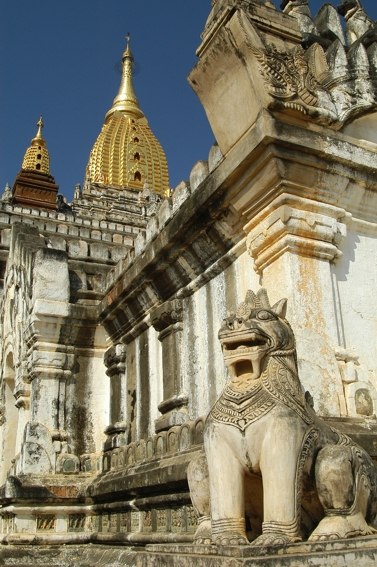
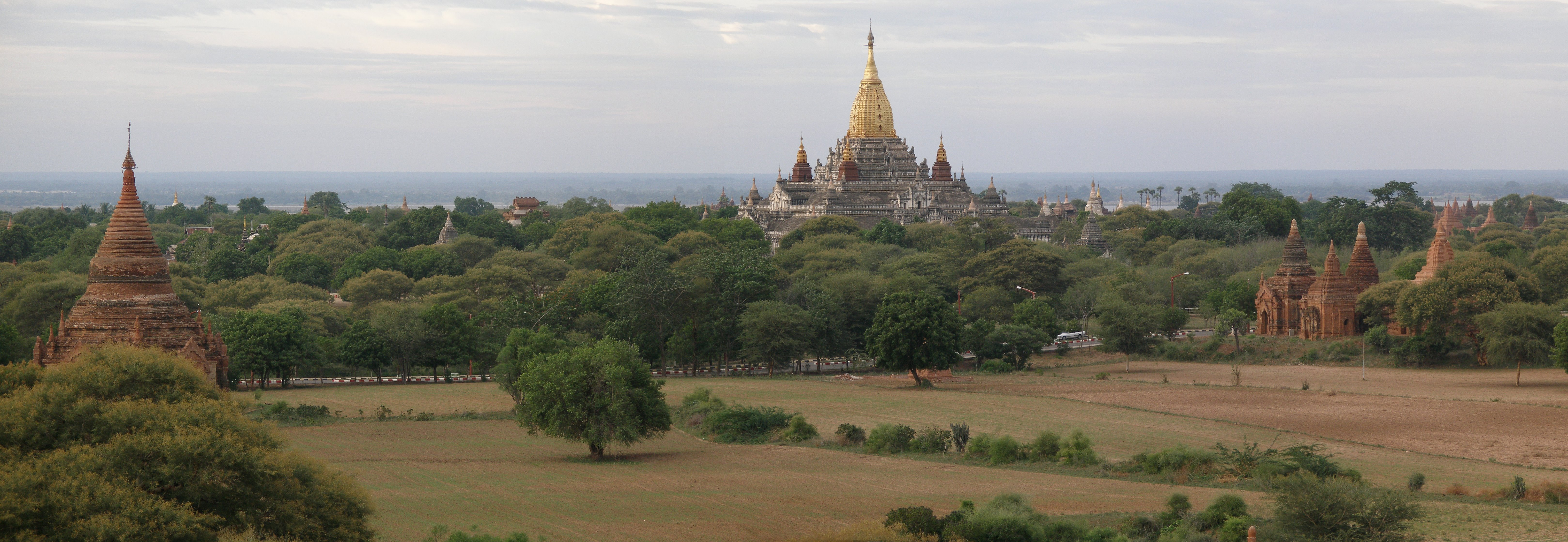
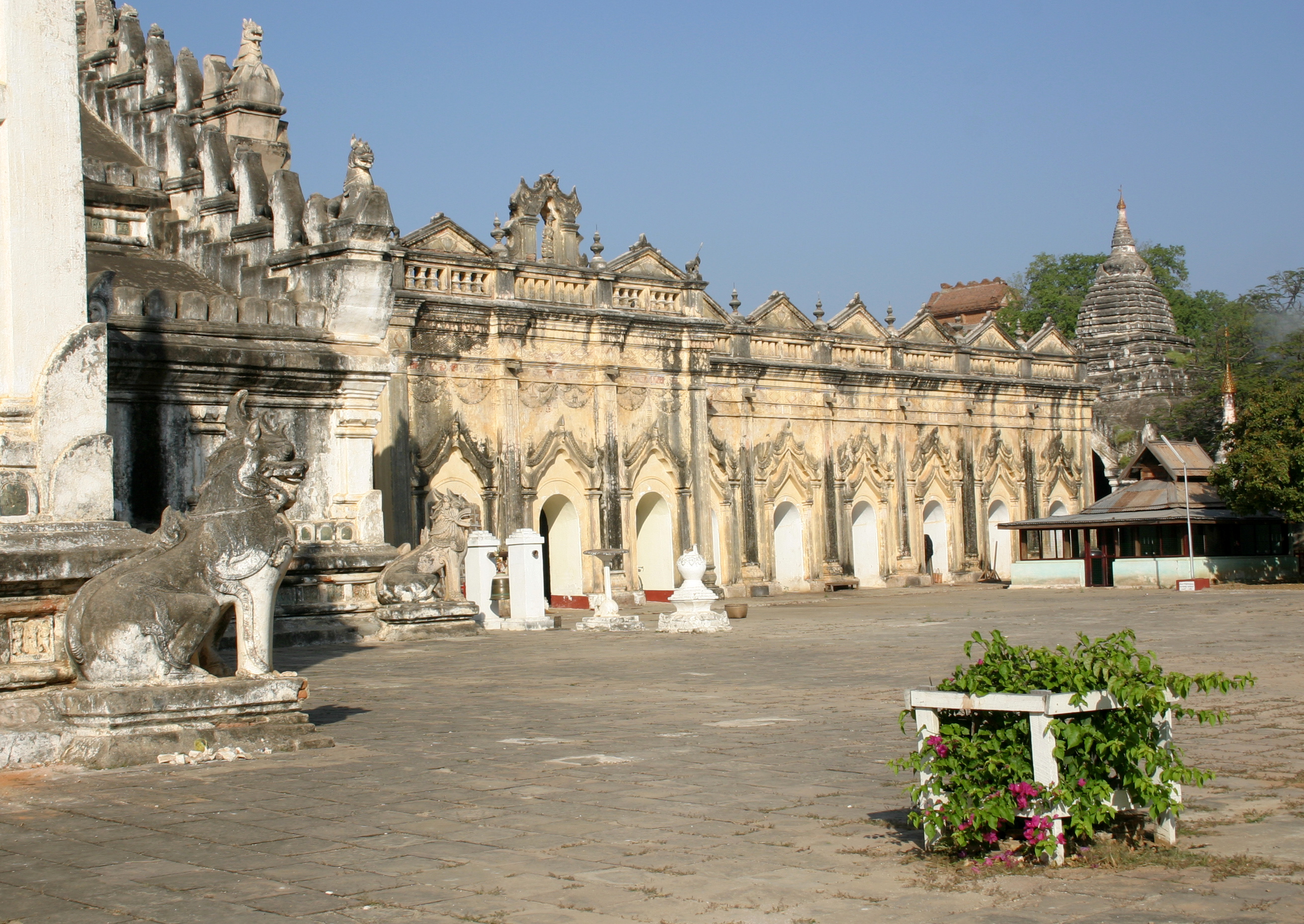
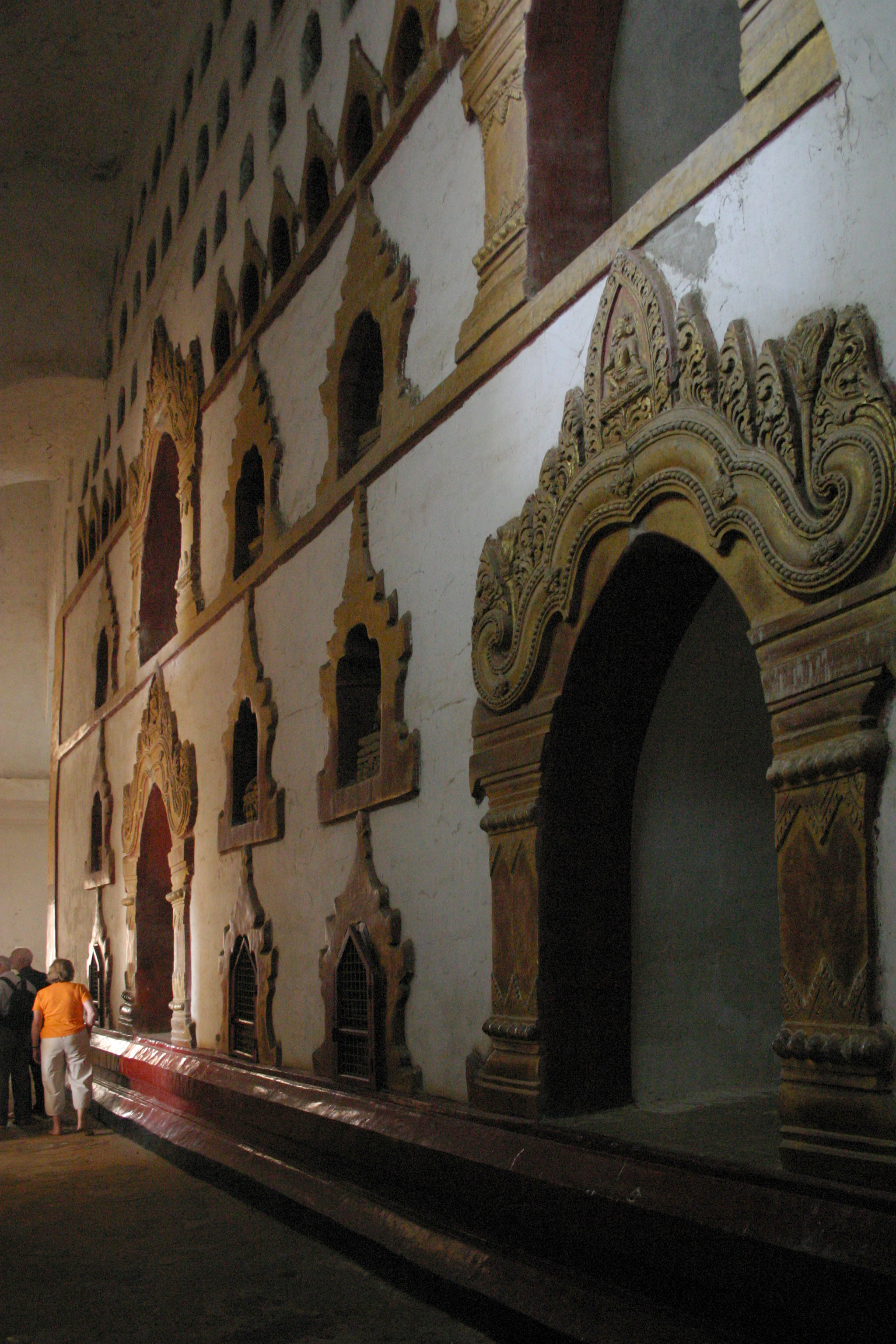